# サウンド・オブ・ミュージック
『サウンド・オブ・ミュージック』（英語：The Sound of Music、「音楽の響き」の意）は、リチャード・ロジャース作曲、オスカー・ハマースタイン2世作詞、ハワード・リンゼイ、ラッセル・クラウス脚本による1959年のミュージカル作品である。
オーストリア出身のマリア・フォン・トラップによる自叙伝『トラップ・ファミリー合唱団物語』（The Story of the Trapp Family Singers）を基にしている。「エーデルワイス」や「私のお気に入り」、「すべての山に登れ」、「ドレミの歌」、表題曲「サウンド・オブ・ミュージック」といった劇中の多くの曲が後年まで歌い継がれるスタンダード・ナンバーとなっている。
メアリー・マーティンとセオドア・ビケル主演のオリジナルブロードウェイ公演は1959年11月16日に開幕した。以後、数多くの上演やリバイバル公演が行われている。『サウンド・オブ・ミュージック』はロジャース&ハマースタインによって書かれた最後のミュージカルであった。ハマースタインはブロードウェイプレミアの9か月後にがんのため死去した。

1965年にジュリー・アンドリュースとクリストファー・プラマーでミュージカル映画化され、アカデミー賞5部門を受賞した。

## ミュージカル
ミュージカル『サウンド・オブ・ミュージック』は、『トラップ・ファミリー合唱団物語』の前編に基づく。1959年11月16日のブロードウェイで初演、日本でも何度か上演されている。トラップ男爵の人物像など基本的なストーリー以外の部分が大きく変更され、実在のトラップ一家は大きなショックを受けていたという。
初演当時は「古臭いオペレッタ」などと酷評する批評家も多かったが、観客には歓迎されてヒット作となり、さらには後に制作された映画の世界的なヒットで評価は決定的なものとなった。
実話ではあるものの、「ドイツによるオーストリア併合（アンシュルス）に抵抗するオーストリア人」という主題は、ヒトラー自身がオーストリア人であることをはじめ、当時大部分のオーストリア人がアンシュルスに積極的に加担していた史実を暗に糾弾して国民感情を逆撫ですることもあり、ドイツとオーストリアでの人気が高い演目『マイ・フェア・レディ』とは違って、ザルツブルクの観光客向け上演を除いては、同国での上演はタブーに近い扱いだったが、2005年にウィーン・フォルクスオーパーでドイツ語版が初めて上演され、その後も何度か再演されている。
公演中の1960年、作詞家のオスカー・ハマースタイン2世が病で逝去し、ブロードウェイに一時代を築いた作詞・作曲家コンビ、ロジャース&ハマースタインの最後の作品となった。
1962年には本作のパロディ・ミュージカル「Pratt Family Singers」がジュリー・アンドリュース、キャロル・バーネットら出演で公演された。

## ミュージカルナンバー
| 第1幕 - 前奏曲 "Preludium" – Nuns - サウンド・オブ・ミュージック "The Sound of Music" – Maria - マリア "Maria" – Sister Berthe, Sister Sophia, Sister Margaretta, and the Mother Abbess - 私のお気に入り "My Favorite Things" – Maria and the Mother Abbess - 私のお気に入り（リプリーズ1） – Maria - ドレミの歌 "Do-Re-Mi" – Maria and the children - もうすぐ17才 "Sixteen Going on Seventeen" – Rolf and Liesl - ひとりぼっちの山羊飼い"The Lonely Goatherd" – Maria and the children - ひとりぼっちの山羊飼い（リプリーズ） – Gretl - 恋の行方は "How Can Love Survive" – Max and Elsa - サウンド・オブ・ミュージック（リプリーズ） – Maria, the Captain and the children - レントラー "Ländler" (instrumental) - さようなら、ごきげんよう "So Long, Farewell" – The children - 朝の賛美歌 "Morning Hymn" – Nuns - すべての山に登れ "Climb Ev'ry Mountain" – Mother Abbess | 第2幕 - 私のお気に入り（リプリーズ2） – Maria and the children - 誰も止められない "No Way to Stop It" – Elsa, Max and the Captain. - ありふれたカップル"？An Ordinary Couple" – Maria and the Captain † - 主に向かいて喜ばん "Gaudeamus Domino" – Nuns - マリア（リプリーズ） – Nuns - 恵み深き主に感謝せよ "Confitemini Domino" – Nuns - もうすぐ17才（リプリーズ） – Maria and Liesl - ドレミの歌（リプリーズ） – Maria, the Captain, and the children ‡ - エーデルワイス "Edelweiss" – The Captain - さようなら、ごきげんよう（リプリーズ） – Maria, the Captain, and the children - フィナーレ "Finale Ultimo" – Nuns |

註
- 特に断りのない限り記載されたミュージカルナンバーはオリジナル公演で使われた。
- † 映画版のために書かれた「何かいいこと」"Something Good" に置き換えられることがある。
- ‡ 1998年リバイバルでは「ひとりぼっちの羊飼い」に置き換えられた。
- 一部の公演では、激しい雷雨の場面において「もうすぐ17才」に続いて「私のお気に入り」が歌われ、「ひとりぼっちの羊飼い」はコンサートの場面に移されている。
- 多くの劇場リバイバル作品では、映画版のために書かれたソール・チャップリン作曲の「自信を持って」"I have confidence" とリチャード・ロジャース作曲の「何かいいこと」が使用されている。
- 多くの人が「エーデルワイス」を伝統的なオーストリアの歌であると信じているが、実際はミュージカルのために書かれた曲であり、オーストリアで知られるようになったのは映画の成功後のことであった。
- パーティーの際にマリアと大佐によって披露されるレントラー舞踊は同名のオーストリアの伝統舞踊に大まかに基づいているのみである。

## 主要登場人物
- マリア・ライナー - ノンベルク修道院の聖職志願者
- ゲオルク・フォン・トラップ大佐
- マックス・デトワイラー - フォン・トラップ大佐の友人で音楽エージェント・プロデューサー
- 修道院長 - ノンベルク修道院の長
- エルザ・シュレーダー[7] - フォン・トラップ大佐の自称婚約者
- ロルフ・グルーバー - リーズルと恋仲の17歳のナチスの電報配達員
- シスター・ベルタ - 修練者の指導係
- シスター・マルガレータ - 聖職志願者の指導係
- シスター・ソフィア - 修道院のシスター
- フランツ - フォン・トラップ大佐の執事
- フラウ・シュミット - フォン・トラップ大佐の家政婦
- 子供達:
  - リーズル・フォン・トラップ、16歳
  - フリードリッヒ・フォン・トラップ、15歳
  - ルイーザ・フォン・トラップ、13歳
  - クルト・フォン・トラップ、10/11歳
  - ブリギッタ・フォン・トラップ、9歳
  - マルタ・フォン・トラップ、6/7歳
  - グレーテル・フォン・トラップ、5歳、最年少

## 主要曲
ザ・サウンド・オブ・ミュージック (The Sound of Music)
マリアが自然のすばらしさを歌に託して歌う。
マリア (Maria)
マリアの性格を修道女達がからかう。結婚式の場面でも歌われる。
もうすぐ17歳 (Sixteen Going on Seventeen)
恋を語る二重唱。はじめはリーズルとロルフ、2回目はリーズルとマリア。どちらも歌詞が少々違う。
私のお気に入り (My Favorite Things)
映画では雷を怖がる子供たちを「楽しいことを考えて」とマリアが励ます場面で使われる。ミュージカルでは修道院長とマリアが歌っている。サックス奏者ジョン・コルトレーンがジャズ風のアレンジを施して演奏したことで、ジャズのスタンダード・ナンバーとしても知られるようになった。
ドレミのうた (Do-Re-Mi)
映画ではマリアが子供たちに歌を教えるときの歌。ミュージカルではマリアが子供達に紹介されたときに歌われる。日本ではペギー葉山による日本語詞が有名であり、劇団スイセイ・ミュージカルの公演と劇団四季公演ではペギー葉山の詩が使用されている。
ひとりぼっちの山羊飼い (Lonely Goatherd)
映画では子供たちが人形劇をするときの歌。ミュージカルでは雷を怖がる子供達を励ます場面で歌われる。
さようなら、ごきげんよう (So Long, Farewell)
パーティーで子供たちが大人に就寝の挨拶をする。コンクールの場面でも歌われる。
すべての山に登れ (Climb Ev'ry Mountain)
マリアを修道院長が励ます。
エーデルワイス (Edelweiss)
劇中ではオーストリアの愛国歌または国民歌のように扱われているが、ロジャースとハマースタイン2世の創作曲であり、病床のハマースタイン2世が最後に書き加えた遺作であるとも言われる。エーデルワイスの小さな白い花が持つ永遠の命を讃え、祖国を見守るようにと願う歌。コンクールで歌われる。

## ミュージカル 日本版
- 1965年 - 東宝ミュージカルが上演。淀かほる主演。
- 1968年 - 東宝ミュージカルが上演。越路吹雪主演、宝田明出演。
- 1980年 - 東宝ミュージカルが上演。安奈淳主演。
- 1986年 - 坂口良子主演。
- 1988年 - 宝塚歌劇団が上演。春風ひとみ主演。[8]
- 1992年・1995年・1998年・2000年・2004年 - 大地真央主演。
- 2005年 - 安奈淳主演。
- 2007年〜2009年 - 劇団スイセイ・ミュージカルが上演。中村香織主演。
- 2010年〜 - 劇団四季が上演。
  - 2010年4月11日〜2011年3月12日：JR東日本アートセンター四季劇場［秋］（東京初演）
  - 2011年9月11日〜2012年6月3日：大阪四季劇場（大阪初演）
  - 2012年6月24日〜10月14日：キャナルシティ劇場（福岡初演）
  - 2013年1月16日〜5月6日：四季劇場［秋］（東京再演）
  - 2013年6月9日〜11月24日：新名古屋ミュージカル劇場（名古屋初演）
  - 2015年8月9日〜2016年1月31日：四季劇場［秋］（東京3回目）
  - 2018年7月7日〜10月28日：北海道四季劇場（札幌初演）

### 劇団四季公演

#### 2010年キャスト(東京公演)
- マリア - 井上智恵、笠松はる、沼尾みゆき、土居裕子
- トラップ大佐 - 芝清道、鈴木綜馬、深水彰彦、村俊英
- 修道院長 - 秋山知子、花岡久子、柴垣裕子、原田真理、佐和由梨
- エルザ - 坂本里咲、沼尾みゆき、中野今日子、倉斗絢子、大橋伸予、西田有希、田野聖子、五東由衣
- マックス - 勅使瓦武志、神保幸由、石波義人
- シュミット - 丹靖子、大橋伸予、はにべあゆみ
- フランツ - 川地啓友、青山裕次、池田英治
- シスター・ベルテ - 佐和由梨、久居史子、原田真理
- シスター・マルガレッタ - 矢野侑子、松本菜緒、真優香、保城早耶香
- シスター・ソフィア - あべゆき、遠藤珠生、黒崎綾
- ロルフ - 飯田達郎、亀山翔大、岸佳宏、一和洋輔
- リーズル - 谷口あかり、五所真理子、池松日佳瑠
- フリードリッヒ - 太田力斗、海宝潤、笠原知也、児玉武、竹林和輝、鳴戸嘉紀
- ルイーザ - 飯塚萌木、今井利奈、木村奏絵、近藤里沙、嶋村英里、増田桜美
- クルト - 岩本雄伍、川原一輝、島内優太郎、廣瀬孝輔、横井裕貴、ラヴェルヌ拓海
- ブリギッタ - 石井日菜、片岡芽衣、高地杏美、初鹿野菜月、北條真央、村瀬由夏、矢野遥菜
- マルタ - 池戸優音、内田花音、大塚あかり、黒瀬空良、清水乃愛、鈴木アリサ、鳴戸瑶姫、望月ひまり
- グレーテル - 石井晏璃、内田愛、片山佳音、菅野花音、西山寿奈、平井花南、松崎美風

#### 2011年キャスト(大阪公演)
- マリア - 土居裕子、笠松はる、江畑晶慧、井上智恵
- トラップ大佐 - 村俊英、芝清道
- 修道院長 - 秋山知子、佐和由梨
- エルザ - 西田有希
- マックス - 勅使瓦武志
- シュミット - はにべあゆみ、大橋伸予
- フランツ - 青山裕次、川地啓友
- シスター・ベルテ - 久居史子、倉斗絢子
- シスター・マルガレッタ - 保城早耶香
- シスター・ソフィア - 山本志織
- ロルフ - 一和洋輔、亀山翔大、岸佳宏、石毛翔弥
- リーズル - 五所真理子、長野千紘、脇野綾弓、池松日佳瑠
- フリードリッヒ - 池本淳宏、大前喬一、根津健太郎、荻野永基
- ルイーザ - 若狭和歩、村上真理奈、梁井玲奈、戸田碧
- クルト - 山崎悠稀、佐野晶哉、山本航大、田中康平
- ブリギッタ - 菊田万琴、海田那月、笹尾真鈴、西口舞花
- マルタ - 河賀陽菜、久徳綾香、小川ひかる、木村ひかる
- グレーテル -瀬尾美優、上山さくら、高橋舞音、川口奏

#### 2012年キャスト(福岡公演)
- マリア - 井上智恵、笠松はる
- トラップ大佐 -芝清道、村俊英
- 修道院長 - 秋山知子、佐和由梨
- エルザ - 田野聖子、西田有希
- マックス - 勅使瓦武志
- シュミット - はにべあゆみ、大橋伸予
- フランツ - 青山裕次、川地啓友
- シスター・ベルテ - 久居史子、倉斗絢子
- シスター・マルガレッタ - 保城早耶香
- シスター・ソフィア - 山本志織、あべゆき
- ロルフ - 一和洋輔
- リーズル - 五所真理子、勝田理沙
- フリードリッヒ - 水流健心、宇佐卓真、荒木涼、佐藤康平
- ルイーザ - 中原茉鈴、藤澤果鈴、熊谷彩春、尋木奈々
- クルト - 東倫太朗、福原塁、朝倉健太、塚本樹
- ブリギッタ - 辛島玲奈、土橋梨夏、迫田真梨子、石橋舞
- マルタ - 黒木理代、松永梨七、井上さくら、鶴若咲季
- グレーテル -畠山和心菜、江夏希海、原口琴美、大隈羽唱

#### 2013年キャスト(東京公演)
- マリア - 井上智恵、笠松はる、江畑晶慧
- トラップ大佐 - 芝清道、村俊英、深水彰彦
- 修道院長 - 秋山知子、佐和由梨
- エルザ - 西田有希、八重沢真美、田野聖子
- マックス - 勅使瓦武志、神保幸由
- シュミット - はにべあゆみ、大橋伸予、佐藤夏木
- フランツ - 青山裕次、諏訪友靖
- シスター・ベルテ - 久居史子、山本貴永
- シスター・マルガレッタ - 矢野侑子、保城早耶香
- シスター・ソフィア - 山本志織、西浦歌織、兼田怜奈
- ロルフ - 石毛翔弥、斎藤洋一郎
- リーズル - 長野千紘、若菜まりえ、五所真理子、吉良淑乃
- フリードリッヒ - 香取直矢、大根田岳、上林龍、春口凌芽
- ルイーザ - 大塚あかり、飯島乃愛、村尾夏穂、岡田かな
- クルト - 宮下尊信、星卓澄、中田浩晴、横山賀三
- ブリギッタ - 三津間奈央、吉井乃歌、岩田唯、秦歩之歌
- マルタ - 池田葵、菅野花音、佐藤寧々、伊草心南
- グレーテル - 中村茉稟、内田未来、細川ゆとり、黒川胡桃

#### 2013年キャスト(名古屋公演)
- マリア - 井上智恵、笠松はる、江畑晶慧
- トラップ大佐 -村俊英、深水彰彦
- 修道院長 - 秋山知子、佐和由梨
- エルザ - 西田有希、八重沢真美
- マックス - 勅使瓦武志
- シュミット - はにべあゆみ、大橋伸予
- フランツ - 青山裕次、川地啓友、諏訪友靖、南圭一朗
- シスター・ベルテ - 久居史子、倉斗絢子、山本貴永
- シスター・マルガレッタ - 矢野侑子、保城早耶香、礒辺愛奈
- シスター・ソフィア - 西浦歌織、兼田怜奈
- ロルフ - 岸佳宏、斎藤洋一郎
- リーズル - 吉良淑乃、若奈まりえ
- フリードリッヒ -矢野瑛大、紙谷昇世、村上朝陽、大平遼羽
- ルイーザ - 入江真衣果、森重美穂、吉川知里、伊藤綾里
- クルト - 古賀雄大、島羽也人、古橋息吹、河内光
- ブリギッタ - 大森未来衣、玉田紗和、上田知宙、加藤汐
- マルタ - 伊藤心菜、粕谷汐里、鈴木蘭、加納和奏
- グレーテル - 宿口詩乃、中山ひまり、榊原千尋、奥田ちはる

#### 2015年キャスト(東京公演)
- マリア - 江畑晶慧、平田愛咲、鳥原ゆきみ、
- トラップ大佐 - 深水彰彦、村俊英
- 修道院長 - 秋山知子、織笠里佳子
- エルザ - 西田有希、八重沢真美
- マックス - 味方隆司、勅使瓦武志
- シュミット - 大橋伸予
- フランツ - 鈴木周、川地啓友
- シスター・ベルテ - 久居史子、菊池華奈子
- シスター・マルガレッタ - 奥平光紀、大澤ゆかり
- シスター・ソフィア - 土居愛実、兼田怜奈
- ロルフ - 小林清孝、小林唯
- リーズル - 井上希美、吉良淑乃、長谷川彩乃
- フリードリッヒ - 桐生真努、鈴木大菜、加藤慶士、村尾海
- ルイーザ - 菱山楽々、蒲生彩華、池上愛未、吉村衣桜菜
- クルト - 藤巻勇威、大東リッキー、山田晋太朗、大草琥太郎
- ブリギッタ - 久保田真琴、佐々野愛梨、宇崎花怜、郷間香乃
- マルタ - 飯塚愛未、林歩美、朝日麻衣、鈴木薫子
- グレーテル - 小林百合香、井手柚花、三角夏凜、倉重咲愛

#### 2018年キャスト(札幌公演)
- マリア - 平田愛咲、鳥原ゆきみ
- トラップ大佐 - 深水彰彦、村俊英
- 修道院長 - 秋山知子
- エルザ - 高倉恵美
- マックス - 荒川務、勅使瓦武志
- シュミット - 佐和由梨
- フランツ - 川地啓友、青山裕次
- シスター・ベルテ - 久居史子
- シスター・マルガレッタ - 矢野侑子
- シスター・ソフィア - 西浦歌織
- ロルフ - 一和洋輔、梅村令悟
- リーズル - 木村奏絵、東沙綾
- フリードリッヒ - 加藤聖大、実山隼大、松下太陽
- ルイーザ - 松下姫良里、村上ここの、山口紗來
- クルト - 土屋諒成、中川湊斗、中谷謙介、松田侑也
- ブリギッタ - 佐藤優菜、高森仁那、中川花怜
- マルタ - 小島和織、佐藤愛、畠山凛
- グレーテル - 飯田真椰、長内ののか、増村つむぎ、遊佐こまり

## マリア・フォン・トラップの自叙伝（日本語訳）
1954年に出た小田部胤明訳は原題"The Story of the Trapp Family Singers"の訳に近い『国超えて歌う一家―トラップ家族合唱団の物語』であったが、ドイツ映画『菩提樹』が上映されると中込純次訳が『菩提樹』の題で出版され、アメリカ映画『サウンド・オブ・ミュージック』がヒットすると1967年に中込訳も『サウンド・オブ・ミュージック』と改題された。谷口由美子訳でも『サウンド・オブ・ミュージック』の題名が用いられており、前編を「オーストリア編」、後編を「アメリカ編」として1997年と1998年に刊行されている。

## アガーテ・フォン・トラップによる回想録
1913年に生まれたトラップ男爵と最初の妻アガーテの長女、アガーテ・フォン・トラップ(Agathe von Trapp)による回想録『わたしのサウンド・オブ・ミュージック―アガーテ・フォン・トラップの回想』も出版されている。谷口由美子訳。2004年　東洋書林発行。回想と多数の写真がある。

## 映像化
- サウンド・オブ・ミュージック (映画) - アカデミー賞を受賞した1965年の映画
- 菩提樹 - 『トラップ・ファミリー合唱団物語』の前編に基づく1956年の映画
- 続・菩提樹 - 『トラップ・ファミリー合唱団物語』の後編に基づく1958年の映画
- トラップ一家物語 - 『トラップ・ファミリー合唱団物語』の前編とハンス・ウィルヘルムの『トラップ一家物語』に基づき、1991年にフジテレビのアニメ番組『世界名作劇場』でアニメ化された。
- ドラマ版「サウンド・オブ・ミュージック(The Sound of Music Live!|英語版)」(2013年12月5日 アメリカNBC(生放送))[10][11]
- The Sound of Music Live (2015)|英語版)